# Brug 94
Brug 94 is een vaste brug in Amsterdam-Centrum.
De brug is gelegen over de Leidsegracht en vorm de verbinding tussen de Raamdwarsstraat (noord) en de kade van de Lijnbaansgracht (zuid). Ten noorden van de brug staat het gebouw en rijksmonument Leidsegracht 108 uit oude tijden, ten zuiden van de brug staat het moderne politiebureau Lijnbaansgracht uit de jaren zeventig.
Er ligt hier al eeuwen een brug. Daniël Stalpaert tekende op zijn ontwerpkaart van 1662 hier al een brug. Het is onzeker of de brug er toen al lag, er is ten zuiden van de Leidsegracht dan bijna nog geen enkele bebouwing te zien. Stalpaert kon de ontwikkeling van de brug volgen, want hij was de bewoner van Leidsegracht 108, toen nog de woning van de stadsarchitect en werknemer van de Stadsmetseltuinen, die achter die woning lag. Op de kaart van Frederik de Wit van 1688 is bijna het gehele terrein tussen Leidsegracht en Amstel volgebouwd. 
De moderne geschiedenis begon in 1864. Toen werd het besluit genomen de houten brug voor 3800 gulden te vernieuwen; een jaar later ging een aannemer aan de slag. De huidige brug dateert vermoedelijk uit 1902. Op 17 februari van dat jaar werd aanbesteed Het vernieuwen van de brug no, 94 over de Leidschegracht aan de Lijnbaansgracht, met bijbehorende werken. In mei begonnen de werkzaamheden, waarbij al het verkeer, weg- en scheepvaart-, gestremd was; voetgangers konden over een noodbrug. Er kwam een ijzeren liggerbrug. In 1913 sneuvelde de brug bijna; er werd gesproken over demping van de Leidschegracht om er een hoofdverkeersweg van te maken. Het bleef bij plannen. De brug werd bij de vernieuwing niet verlaagd zoals andere bruggen in de stad. Ook bij latere herstelwerkzaamheden bleef de brug zijn oorspronkelijke hoogte en structuur behouden, ze werd dus bij hersteld niet vervangen door welfbrug, zoals elders in de stad. Toch stootte in 1938 een schipper van een zolderschuit nog zijn hoofd aan de balken van de brug; hij stortte in het water, werd gered, maar hield een schedelbasisfractuur aan het voorval over. 

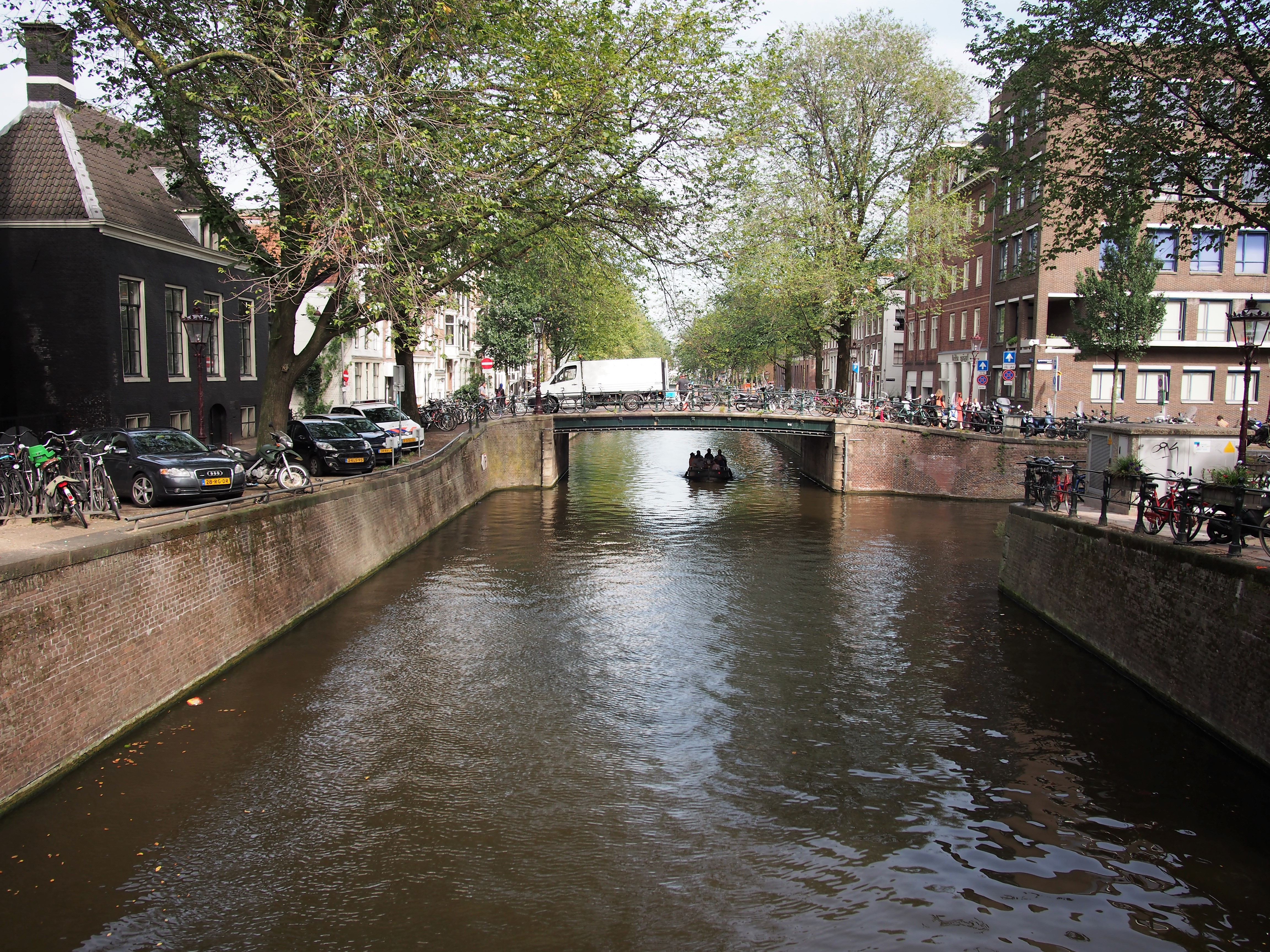
De brug met links het rijksmonument en rechts het politiebureau

1 · 2 · 3 · 4 · 5 · 6 · 7 · 8 · 9 · 10 · 11 · 12 · 13 · 14 · 15 · 16 · 17 · 18 · 19 · 20 · 21 · 22 · 23 · 24 · 25 · 26 · 27 · 28 · 29 · 30 · 31 · 32 · 34 · 35 · 36 · 37 · 38 · 39 · 40 · 41 · 42 · 43 · 44 · 45 · 46 · 47 · 48 · 49 · 50 · 51 · 52 · 53 · 54 · 55 · 56 · 57 · 58 · 59 · 60 · 61 · 62 · 63 · 64 · 65 · 66 · 67 · 68 · 69 · 70 · 71 · 72 · 73 · 74 · 75 · 76 · 77 · 78 · 79 · 80 · 81 · 82 · 84 · 85 · 86 · 87 · 88 · 89 · 90 · 91 · 92 · 93 · 94 · 95 · 96 · 97 · 98 · 99 · >>>
Brugnummers 33 en 83 zijn niet (meer) vergeven